# Rachicerus obscuripennis
Rachicerus obscuripennis är en tvåvingeart som först beskrevs av Friedrich Hermann Loew 1863.  Rachicerus obscuripennis ingår i släktet Rachicerus och familjen vedflugor. Inga underarter finns listade i Catalogue of Life.